# Skarpeta (zespół muzyczny)
Skarpeta – grupa muzyczna powstała w Pułtusku w 1999 r.; w 2000 r., zespół wydał debiutancki album Ulubieńcy bandytów (Jimmy Jazz Records). Styl muzyczny Skarpety określić można jako połączenie ska i żywiołowego psychobilly. 
W roku 2002 nakładem Ars Mundi wydana zostaje druga płyta zespołu 100 na sto. 

## Skład
- Dzielo – wokalista
- Pleban – gitara basowa
- Kołek – gitara
- Archi – bębny
- Kwiatek – saksofon

## Dyskografia
- Ulubieńcy bandytów (Jimmy Jazz Records, 2000; CD w 2007 r.)
- 100 na sto (Ars Mundi, 2002)